# Imru l-Qays
Imruʾ l-Qays Junduḥ ibn Ḥujr al-Kindī (in arabo  إمرؤ ٱلْقَيْس جُنْدُح ٱبْن حُجْر ٱلْكِنْدِيّ‎?; 501 circa – Ankara, 544 circa) è stato un poeta arabo, vissuto nel periodo della Jāhiliyya.
Le notizie concernenti la figura di Imruʾ l-Qays, considerato dalla tradizione araba uno dei principali poeti dell'epoca preislamica (inizio VI secolo d.C.), sono varie e talvolta incerte. Secondo la versione più diffusa nelle fonti, il giovane poeta era solito trascorrere il tempo fra divertimenti e amori tanto che il padre, Ḥujr, l'ultimo re dei Banū Kinda, ordinò di ucciderlo. Ma l'incaricato non ebbe il coraggio di compiere questo delitto e, invece di Imruʾ uccise una gazzella. In seguito Ḥujr perdonò il figlio, per poi, in un secondo tempo, bandirlo dai Kinda cosicché Imruʾ fu costretto ad affrontare una vita errabonda insieme ad altri che, come lui, erano stati allontanati dalle rispettive tribù.
In quegli anni però i Kinda entrarono in conflitto con i Banū Asad che riuscirono in uno scontro a uccidere Ḥujr. Questa uccisione è ricordata con orgoglio da ʿAbīd ibn al-Abras, poeta dei Banū Asad. Nonostante i passati contrasti con il padre, Imru l-Qays decise di vendicarlo per cui, essendo privo dell'appoggio tribale, si mise in viaggio alla ricerca di chi potesse aiutarlo in questa impresa.
Per far ciò si recò a Tabāla per interrogare la divinità oracolare di Dhū l-Khalaṣa. Estratta però una freccia che gli consigliava di non far nulla, la spezzò insultando la divinità, esclamando che se, invece del padre del poeta, si fosse trattato di quello della divinità, questa non si sarebbe certo accontentata di vaticinare in quel modo.
Fra le varie tappe fatte presso tribù diverse, si recò a Taymāʾ, governata dal principe ebreo al-Samawʾāl e poi presso al-Ḥārith, il re dei Ghassanidi. Quest'ultimo gli suggerì di recarsi a Costantinopoli per chiedere il sostegno dell'imperatore Giustiniano il quale gli assicurò il suo aiuto. In realtà Imru l-Qays, sulla via del ritorno verso l'Arabia, morì a causa di una sorta di "camicia di Nesso" che gli aveva regalato Giustiniano, sdegnato con il poeta che, durante il soggiorno a corte, aveva sedotto una sua figlia. La morte lo avrebbe sorpreso ad Ancyra/Ankara dove ancor oggi viene mostrata quella che è considerata la sua tomba.
Il dīwān pervenutoci comprende 68 poesie di diversa lunghezza, fra cui la sua mu‘allaqa, e alcuni frammenti per un totale di circa 980 versi. Scriveva appassionate lettere d'amore, e nella tradizione araba qualcuno lo indicava come l'inventore della qasīda, l'ode amorosa della cultura classica araba.
A lui è dedicato il cratere Amru Al-Qays presente sulla superficie di Mercurio.